# Риджлі (Міссурі)
Риджлі (англ. Ridgely) — селище (англ. village) в США, в окрузі Платт штату Міссурі. Населення — 95 осіб (2020).

## Географія
Риджлі розташоване за координатами 39°27′13″ пн. ш. 94°38′25″ зх. д. / 39.45361° пн. ш. 94.64028° зх. д. (39.453663, -94.640250).  За даними Бюро перепису населення США в 2010 році селище мало площу 3,73 км², уся площа — суходіл.

## Демографія
Згідно з переписом 2010 року, у селищі мешкали 104 особи в 38 домогосподарствах у складі 31 родини. Густота населення становила 28 осіб/км².  Було 41 помешкання (11/км²).
Расовий склад населення:
| - 100,0 % — білих |

До двох чи більше рас належало 0,0 %. Частка іспаномовних становила 0,0 % від усіх жителів.
За віковим діапазоном населення розподілялося таким чином: 28,8 % — особи молодші 18 років, 64,5 % — особи у віці 18—64 років, 6,7 % — особи у віці 65 років та старші. Медіана віку мешканця становила 38,8 року. На 100 осіб жіночої статі у селищі припадало 100,0 чоловіків;  на 100 жінок у віці від 18 років та старших — 117,6 чоловіків також старших 18 років.
Середній дохід на одне домашнє господарство  становив 69 238 доларів США (медіана — 68 750), а середній дохід на одну сім'ю — 75 171 долар (медіана — 78 750). За межею бідності перебувало 2,8 % осіб, у тому числі 0,0 % дітей у віці до 18 років та 0,0 % осіб у віці 65 років та старших.
Цивільне працевлаштоване населення становило 54 особи. Основні галузі зайнятості: освіта, охорона здоров'я та соціальна допомога — 16,7 %, транспорт — 14,8 %, науковці, спеціалісти, менеджери — 14,8 %.